# 126 Velleda
126 Velleda è un piccolo asteroide della fascia principale del sistema solare. Si tratta probabilmente di un tipico asteroide di tipo S, anche se di dimensioni piuttosto considerevoli.

## Storia
Velleda fu scoperto il 5 novembre 1872 da Paul-Pierre Henry, in collaborazione con il fratello Prosper Mathieu Henry, dall'Osservatorio di Parigi. Velleda fu il secondo dei quattordici asteroidi individuati in cooperazione dai due fratelli, e il primo attribuito a Paul-Pierre; la loro intesa fu infatti tale che rispettarono una stretta imparzialità nell'annunciare alternativamente la paternità di ogni asteroide da loro individuato.
Fu battezzato così in onore di Velleda, sacerdotessa germanica del I secolo, principessa dei Batavi, che provocò la ribellione del suo popolo contro i Romani.